# Інститут травматології та ортопедії НАМН України
Інститут травматології та ортопедії НАМН України — науково-лікувальна установа в системі Національної академії медичних наук України. Заснована 1919 року як «Будинок калічної дитини».

## Історія
У 1919 році зусиллями Іллі Фруміна в Києві було засновано «Будинок скаліченої дитини», лікувальний ортопедичний дитячий заклад. Його було розташовано в Маріїнському парку, в будинку колишньої Київської удільної контори. У 1924 році установа була перетворена на Всеукраїнський державний дитячий ортопедичний інститут, перейменований 1931 року на Український науково-дослідний інститут ортопедії і травматології МОЗ УРСР.
У 1952 році інститут було переведено в приміщення на вулиці Воровського 27, де доти розташовувався Київський психоневрологічний інститут.

## Відомі співробітники

### Директори
- А. Ю. Биховський (1922—1923)
- Фрумін Ілля Йосипович (1924—1934)
- Затонська Олена Самійлівна (1934—1937)
- Скосогоренко Григорій Пилипович (1938—1941)
- Воробйов Микола Олександрович (1943—1944)
- Дудко Микола Омелянович (1944—1945)
- Алексеєнко Іван Пименович (1948—1953)
- Климов Костянтин Михайлович (1953—1957)
- Алексеєнко Іван Пименович (1959—1966)
- Меженіна Єлизавета Петрівна (1966—1969)
- Шумада Іван Володимирович (1969—1989)
- Гайко Георгій Васильович (1989—2019)
- Поляченко Юрій Володимирович (з 2019)

### Інші
- Захаржевський Валер'ян Петрович, заступник директора після 1945
- Крись-Пугач Анатолій Павлович
- Левенець Віталій Миколайович, лікар, завідувач кафедри ортопедії і травматології у 1963—1964 роках
- Левицький Анатолій Федосійович
- Єлецький Олександр Григорович, завідувач відділу ортопедії і травматології у 1932—1963 роках
- Скляренко Євген Тимофійович
- Страфун Сергій Семенович, завідувач відділу мікрохірургії та реконструктивно-відновної хірургії з 1997 року
- Шнейдеров Зиновій Ісаакович, керівник клініки дитячої ортопедії у 1959—1975 роках
- Деген Йон Лазаревич, лікар у 1951-1954
- Ілля Зайченко, лікар, керівник клініки для дорослих, завідувач експериментального відділу в 1935-1941 роках